# Mahadevasthan
Mahadevasthan (nep. महादेवस्थान) – gaun wikas samiti we wschodniej części Nepalu w strefie Sagarmatha w dystrykcie Khotang. Według nepalskiego spisu powszechnego z 2001 roku liczył on 531 gospodarstw domowych i 2709 mieszkańców (1427 kobiet i 1282 mężczyzn).